# Jeremy Wade
Pour les articles homonymes, voir Wade.
Jeremy John Wade, né le 23 mars 1956, est un pêcheur de l’extrême et biologiste reconnu. Il est également présentateur de télévision britannique, connu grâce à son émission River Monsters diffusée en France depuis 2010.

## Biographie
Jeremy Wade est né le 23 mars 1956 et a grandi dans le Suffolk, en Angleterre, où son père était vicaire. L'intérêt de Wade pour la pêche a commencé quand il était enfant et qu'il vivait dans l'Est-Anglie, sur les berges de la rivière Stour.
Il obtient un diplôme en zoologie à l'Université de Bristol et un certificat d'enseignement de troisième cycle en sciences biologiques de l'Université du Kent et travaille comme professeur de biologie à l'école secondaire dans le Kent. Les voyages de Wade à travers le monde ne se limitent pas qu'à la pêche. À divers moments, Wade a été victime de la malaria, a été menacé d'une arme, et a survécu à un accident d'avion. En dehors de l'anglais, il parle couramment le portugais, grâce auquel il a pu étudier et pêcher de nombreuses années au Brésil. Il a aussi des connaissances, à différents niveaux, dans une douzaine de langues comme l'Hindi, le Russe, le Lingala et l'Espagnol.
En 1982, Jeremy Wade fait son premier voyage à l'étranger pour pêcher dans des rivières de montagne en Inde. Depuis, il a fait des voyages à travers le monde à la recherche d'espèces de poissons insaisissables. Il a fait de nombreuses excursions dans les forêts tropicales du Congo et de l'Amazonie avec l'aide des pêcheurs locaux. En 1992, Jeremy Wade a aussi publié son premier livre avec l'auteur Paul Boote Somewhere Down the Crazy River.
En 2002, alors que son avion survole la forêt amazonienne, celui-ci s'écrase mais tous les voyageurs s'en sortent indemnes,.
En octobre 2010, lors d’un épisode de River Monsters il pêche un poisson tigre goliath dans le fleuve du Congo, qu'il offre aux populations locales.
En 2014, Jeremy Wade fait ses débuts d'acteur dans le film Blood Lake: L’attaque des lamproies tueuses, où il joue le rôle d'un expert des lamproies, un poisson qu'il avait déjà étudié dans l'épisode Vampires of the Deep (« Vampires des profondeurs ») de River Monsters. Il a également fait une apparition dans un film de Bollywood, Allah Rakha, en 1986.
En mai 2014, lors d'un documentaire réalisé pour Animal Planet, il tombe nez-à-nez avec un anaconda de 6 mètres de long et de 90 kilos environ. 
En 2016, lors d'un tournage sur une île isolée près de l'Australie, Wade et son équipe sont tombés sur un homme naufragé. Il s'était échoué sur l'île après avoir perdu son bateau alors qu'il plongeait pour ramasser des huîtres. L'homme, cité sous le nom de Tremine, est resté bloqué sur l'île pendant deux jours avant que Wade et son équipage ne le retrouvent.
En 2018, Wade est recruté pour animer la série documentaire d'Animal Planet Mighty Rivers, dans laquelle il enquête sur la disparition des géants d'eau douce des rivières les plus emblématiques du monde.
En 2019, il étudie le comportement carnassier pour saisir ses proies du Barracuda au Mexique, et toujours la même année, Wade passerait à la série documentaire Animal Planet Dark Waters, qui explorait des observations inexpliquées de bêtes mythiques à travers le monde.
En 2020, il entame une nouvelle série télévisée, Mysteries of the Deep, où il explore les mystères sous-marins, allant du monstre du Loch Ness au Triangle des Bermudes.

## Filmographie
- 2007 : Jungle Hooks
- 2009-2017 : River Monsters (série documentaire)
- 2011 : River Monsters: The Lost Reels
- 2014 : Blood Lake: L’attaque des lamproies tueuses (film)
- 2018 : Celebrating World Fish Migration Day 2018 (court métrage)
- 2018 : Mighty Rivers
- 2019 : Dark Waters
- 2020 : Expedition Unknown (saison 8, épisode 116)
- 2020 : Mysteries of the Deep
- 2021-en cours : Unknown Waters with Jeremy Wade

## Publications
- (en) Somewhere Down the Crazy River, 1992Écrit avec Paul Boote.
- (en) River Monsters: True Stories of the Ones That Didn’t Get Away, Da Capo Press, 2011  (ISBN 978-0-306-81954-4)
- (en) River Monsters, Orion, 2012  (ISBN 978-1-4091-2738-3)
- (en) How to Think Like a Fish: And Other Lessons from a Lifetime in Angling, 2019  (ISBN 978-0306845314)

## Voix françaises
- Dans la série River Monsters, il est doublé par Antoine Tomé.